# Liste de chanteurs et instrumentistes spécialisés en musique baroque
Cette page recense les principaux chanteurs et instrumentistes des XXe et XXIe siècles qui se sont spécialisés dans l'interprétation de la musique de l'époque baroque. Les chanteurs sont classés par tessiture de voix (voix de femme, puis voix d'homme, de la plus aiguë à la plus grave) et les instrumentistes par catégories d'instruments (les bois, les cordes, et les claviers).

## Chanteurs
- Sopranos :
Nancy Argenta, María Bayo, Barbara Bonney, Delphine Collot, Sophie Daneman, Lynne Dawson, Greta De Reyghere, Sabine Devieilhe, Rachel Elliott, Jill Feldman, Montserrat Figueras, Véronique Gens, Simone Kermes, María Cristina Kiehr, Emma Kirkby, Claire Lefilliâtre, Agnès Mellon, Dorothee Mields, Bronwen Mills, Sandrine Piau, Isabelle Poulenard, Núria Rial, Noémi Rime, Carolyn Sampson, Barbara Schlick, Jennifer Smith, Rachel Yakar, Monique Zanetti, Johannette Zomer
- Mezzo-sopranos et altos :
Cecilia Bartoli, Lea Desandre, Guillemette Laurens, Anne Sofie von Otter
- Contre-ténors et hautes-contre :
Paul Agnew, Pascal Bertin, James Bowman, Michael Chance, Alfred Deller, René Jacobs, Henri Ledroit, Gérard Lesne, Carlos Mena, Andreas Scholl, Dominique Visse
- Ténors :
Howard Crook, Paul Elliott, Jean-Paul Fouchécourt, Michel Laplénie, Étienne Lestringant, Mark Padmore, Ian Partridge, Christoph Prégardien, Anthony Rolfe Johnson
- Barytons :
Josep Cabré, Philippe Cantor, Jérôme Correas, Jean-François Gardeil, Peter Harvey, Maarten Koningsberger, Nicolas Rivenq
- Basses :
Luc Coadou, Bernard Deletré, François Fauché, Peter Harvey, Peter Kooy, Gregory Reinhart, Gotthold Schwarz, Antoine Sicot, Harry van der Kamp, Max van Egmond

## Instrumentistes

### Instruments à vent
- Flûte à bec : Frans Brüggen, Kees Boeke, Walter van Hauwe, Peter Van Heyghen, Sébastien Marq, Pedro Memelsdorff, Michala Petri
- Flûte traversière :
Jan De Winne, Wilbert Hazelzet, Konrad Hünteler, Barthold Kuijken, Hugo Reyne
- Hautbois baroque :
Paul Dombrecht, Marcel Ponseele
- Cornet à bouquin :
Jean-Pierre Canihac, William Dongois, Jean Tubéry
- Basson :
Sergio Azzolini, Marc Minkowski, Jérémie Papasergio

### Instruments à cordes
- Viole, viole de gambe, basse de viole, violone :
Jay Bernfeld, Jonathan Dunford, Friederike Heumann, Wieland Kuijken, Susie Napper, Margaret Little, Paolo Pandolfo, Christine Payeux, Hille Perl, Philippe Pierlo, Jordi Savall, Jaap ter Linden, Kaori Uemura, Sophie Watillon
- Violon baroque :
Chiara Banchini, Amandine Beyer, Pavlo Beznosiuk, Fabio Biondi, Giuliano Carmignola, Patrick Cohën-Akenine, Odile Edouard, François Fernandez, Enrico Gatti, Mira Glodeanu, Reinhard Goebel, Gottfried von der Goltz, Richard Gwilt, Alice Harnoncourt, John Holloway, Monica Huggett, Sigiswald Kuijken, Manfredo Kraemer, Jeanne Lamon, Marie Leonhardt, Gunar Letzbor, Florence Malgoire, Andrew Manze, Eduard Melku, Enrico Onofri, David Plantier, Rachel Podger, Hélène Schmitt, Jaap Schröder, Simon Standage
- Violoncelle :
Anner Bylsma, Christophe Coin, Bruno Cocset
- Vihuela :
Hopkinson Smith
- Luths et archiluths (théorbe, chitarrone) :
Paul Beier, Vincent Dumestre, Fred Jacobs, Konrad Junghänel, Rolf Lislevand, Pascal Monteilhet, Nigel North, Paul O'Dette, Sigrun Richter, Hopkinson Smith, Matthew Wadsworth, Christopher Wilson, Miguel Yisrael
- Lyre de bras et lyre de gambe (lira et lirone) :
Erin Headley

### Instruments à clavier
- Clavecin :
Benjamin Alard, Rinaldo Alessandrini, Olivier Baumont, William Christie, Bertrand Cuiller, Frédérick Haas, Pierre Hantaï, Ton Koopman, Davitt Moroney, Iákovos Pappás, Guy Penson, Trevor Pinnock, Blandine Rannou, Scott Ross, Christophe Rousset, Skip Sempé, Blandine Verlet, Ludger Rémy, Ronan Khalil, Emmanuel Rousson
- Orgue :
Jean-Charles Ablitzer, Benjamin Alard, Bernard Foccroulle, Robert Kohnen, Guy Penson